# Mary Lou Retton
Mary Lou Retton (Fairmont, 24 januari 1968) is een voormalig turnster uit de Verenigde Staten van Italiaans-Amerikaanse afkomst. Ze vertegenwoordigde haar vaderland op de Olympische Zomerspelen 1984 in Los Angeles. Hier werd ze de eerste niet-Oost-Europese turnster die een gouden olympische medaille behaalde op de individuele meerkamp. Hiermee was ze ook de eerste Amerikaanse turnster die deze medaille won. En was ze dat jaar (met haar 5 medailles) de sporter die de meeste olympische medailles mee naar huis mocht nemen.
Door een polsblessure kon Retton niet meedoen aan de Wereldkampioenschappen in 1983. En door een knieblessure waaraan ze vlak voor de Olympische Zomerspelen van 1984 werd geopereerd, werd er vooraf gevreesd dat haar knie mogelijk zou zorgen voor verminderde turnprestaties. Echter lukte het Retton om hier geweldige resultaten voor de Verenigde Staten te behalen.
Vanwege deze prestaties werd ze in 1984 door Sports Illustrated magazine uitgeroepen tot sportvrouw van het jaar. In 1993 werd ze samen met olympisch kunstschaatsster Dorothy Hamill verkozen tot meest populaire atlete in Amerika. Verder zijn er in haar geboorteplaats Fairmont een straat en een park naar haar vernoemd, stond ze in 1990 in de top 10 van meest bewonderde publieke figuren en kreeg ze in 1997 een plaats in de 'International Gymnastics Hall of Fame'.
Retton was de eerste turnster die het naar vernoemde 'The Retton Flip'-element op de brug ongelijk uitvoerde, een reuzenzwaai waarbij de turnster met de heupen neerkomt op de lage legger en vervolgens deze weerstand gebruikt om haar oefening in de andere richting te vervolgen en na een salto op de hoge legger te gaan zitten.
Na haar topsportcarrière verscheen Retton in verscheidene televisiereclames, televisieseries (waaronder haar eigen 'Mary Lou's Flip Flop Shop') en de films Scrooged en Naked Gun 33⅓: The Final Insult. Verder schreef ze een boek, is ze betrokken bij meerdere goede doelen, is ze motiverend spreker en geeft ze vaak het commentaar bij turnwedstrijden. 
Retton is getrouwd met American football quarterback Shannon Kelley en samen hebben zij vier dochters.

## Resultaten

### Olympische Zomerspelen
| Jaar | Plaats      | Resultaten                                                                      |
| ---- | ----------- | ------------------------------------------------------------------------------- |
| 1984 | Los Angeles | Team meerkamp · Individuele meerkamp · Sprong · Brug ongelijk · 4e Balk · Vloer |

### Top scores
Hoogst behaalde scores op mondiaal niveau (Olympische Spelen of Wereldkampioenschap finales).
| Onderdeel            | Score  | Wedstrijd                   | Locatie     |
| -------------------- | ------ | --------------------------- | ----------- |
| Individuele meerkamp | 79.175 | Olympische Zomerspelen 1984 | Los Angeles |
| Sprong               | 19.850 | Olympische Zomerspelen 1984 | Los Angeles |
| Brug ongelijk        | 19.800 | Olympische Zomerspelen 1984 | Los Angeles |
| Balk                 | 19.550 | Olympische Zomerspelen 1984 | Los Angeles |
| Vloer                | 19.775 | Olympische Zomerspelen 1984 | Los Angeles |